# Ferrinho (cầu thủ bóng đá)
Nuno Daniel Nogueira Pereira, hay Ferrinho (sinh ngày 19 tháng 10 năm 1985) là một cầu thủ bóng đá người Bồ Đào Nha thi đấu cho Fafe.

## Sự nghiệp câu lạc bộ
Anh ra mắt chuyên nghiệp tại Giải bóng đá hạng nhất quốc gia Bồ Đào Nha cho Fafe vào ngày 6 tháng 8 năm 2016 trong trận đấu trước Braga B.